# Gli occhiali d'oro (romanzo)
Gli occhiali d'oro è un romanzo di Giorgio Bassani. Apparve nel 1958 presso Giulio Einaudi Editore, poi in Le storie ferraresi (ivi, 1960), dunque in una nuova stesura presso Arnoldo Mondadori Editore nel 1970, con introduzione di Luigi Baldacci, infine, ogni volta con revisioni, come secondo libro appartenente al ciclo de Il romanzo di Ferrara, (1974, 1977 e 1980, edizioni ancora Mondadori). Tra tutti i testi del ciclo (Dentro le mura, Il giardino dei Finzi-Contini, Dietro la porta, L'airone, L'odore del fieno), Gli occhiali d'oro è quello più rimaneggiato. 

## Trama
Un giovane studente ebreo della facoltà di lettere (si crede Bassani stesso) racconta la storia tramite la narrazione in prima persona: Fadigati, già affermato medico a Ferrara, è conosciuto sia per la sua abilità, la sua raffinatezza e la sua cultura, sia per la sua presunta e latente omosessualità, che gli costa l'emarginazione dalla sua alta classe sociale (sorte analoga, sia pur cagionata da diverse ragioni, a quella che poi capiterà anche al narratore della storia, in seguito all'emanazione delle leggi razziali da parte del regime fascista).
Inizia a prendere lo stesso treno mattutino per Bologna del narratore e dei suoi amici. Sul treno, tra i ragazzi universitari, conoscerà anche lo scapestrato ed egoista Deliliers: giovane e ribelle pronto a giocarsi tutto nella vita, che non esita ad usare la sua sfrontatezza, il suo fascino, la sua bellezza per ammaliare lo stesso dottore e prendersi gioco di lui, sfruttandolo per i suoi desideri egoistici.
Fadigati diventerà vittima del ragazzo e sconterà, per questo amore omosessuale, la pena dell'isolamento dalla Ferrara benestante. Il narratore, un po' perché nella stessa condizione di emarginazione dovuta alle sue origini ebraiche, un po' per compassione, inizia a frequentare in amicizia il dottore, che accetta di essere messo al bando dalla società ferrarese che tanto lo rispettava, per colpa del suo amore con Deliliers. Quando verrà abbandonato dal suo giovane amore, scappato con i suoi beni ed i suoi soldi, Fadigati inizierà un periodo di depressione, dal quale uscirà soltanto tramite il suicidio.

## Personaggi
- Athos Fadigati, otorinolaringoiatra veneziano stabilitosi a Ferrara.
- Eraldo Deliliers, studente di scienze politiche, bellimbusto.
- io, studente anonimo narratore che ha una sorellina di nome Fanny, dodicenne, e un fratello a Londra di nome Ernesto.
- Bianca Sgarbi, studentessa pendolare per Bologna.
- Nino Bottecchiari, altro studente "quasi" fidanzato con Bianca.
- Filippo Lavezzoli, avvocato in vacanza a Riccione con la moglie e tre "figlioli": Franco, Gilberto e Cristina.
- mio padre, ebreo, romantico, candido, patriota, ingenuo.
- mamma, preoccupata, affettuosa.
- Elisa, domestica.
- Geremia Tabet, avvocato, introdotto, e amico del capo della polizia.